# Lümatu (Urvaste)
Lümatu – wieś w Estonii, w prowincji Võru, w gminie Urvaste.